# Videojuegos en Uruguay
La industria de los videojuegos en Uruguay es relativamente reciente. Sin embargo, de ella salieron juegos de gran popularidad como Kingdom Rush o Big Fat Awesome House Party. Se ha centrado en el mercado de los videojuegos para sitios web y más recientemente, en el mercado de videojuegos para móviles, aunque varios de los videojuegos más icónicos fueron desarrollados para las computadoras OLPC XO-1.
Aunque hay antecedentes de videojuegos uruguayos en la década de los 80, como Narco Police, se considera que es un sector que nació en el siglo XXI.

## Producción
Antes de configurarse como industria, hubo varios videojuegos en sistemas como la Commodore Amiga desarrollados por uruguayos. La empresa Iron Byte hizo en la década de los 80 Freddy Hardest in South Manhattan y Narco Police, ambos distribuidos por la empresa española Dinamic Software.
En 2002, Gonzalo Frasca y Sofía Battegazzore fundaron Powerful Robot y comenzaron a trabajar para Cartoon Network, desarrollando juegos basados en las series animadas que transmitía esa cadena. En la misma línea, Fernando Sansberro fundó Batovi Games Studio, desarrollando juegos para el sitio web de Nickelodeon y para otras empresas de entretenimiento.
Años después, empresas uruguayas como Canarias, Calcar, o la multinacional Nestlé (que distribuía la marca uruguaya Vascolet), se interesaron en crear videojuegos para publicitar sus productos. La empresa contratada para desarrollar estos juegos, Batovi Games Studio, propuso hacerlos para la computadora XO, la cual se estaba entregando a todos los niños del país a través del Plan Ceibal. Entre 2010 y 2014, Batovi desarrolló "Garra Fútbol" y "Xa contra los Cuatreros Galácticos" para la empresa de lácteos Calcar, y "Vascolet: La máquina del tiempo", "Vascolet: la fórmula secreta", "Vascolet: la vuelta al mundo" y "Vascolet: tierra de gigantes" para Nestlé. Además, el Plan Ceibal impulsó propuestas de empresas para crear videojuegos educativos: de allí surgieron División Especial de Detectives, 1811 o Cazaproblemas.
Estos juegos, sin embargo, se destacaron solamente en Uruguay, debido a que estaban pensados para los niños que usaban computadoras del Plan Ceibal, además de que las temáticas que trataban estaban muy asociadas a la cultura uruguaya. Batovi Games Studio posteriormente rediseñó Garra Fútbol para crear Pixel Cup Soccer, una versión más pulida que fue lanzada en la App Store, la Play Store y Steam en 2016. Xa contra los Cuatreros Galácticos también fue rediseñado y resultó en The Abduction of Bacon at Dawn, juego que fue lanzado para la App Store en 2017.
Paralelamente, empresas como Ironhide Game Studio buscaban desarrollar y vender sus juegos en el mercado móvil. Kingdom Rush fue un éxito en el mercado de la App Store de Apple. Esto impulsó a otros proyectos en el sector, haciendo visible que era posible desarrollar y vender videojuegos desde Uruguay.
Actualmente son cada vez más los proyectos y emprendimientos que surgen. Se destacan, por ejemplo Pincer Games, empresa fundada por Laia Bee, Pablo Lancaster y Juanma Pereira, o la empresa Pomelo Games, que hace años desarrolla juegos para la App Store y la Play Store.

### Batoví Games Studio

#### Xa contra los Cuatreros GalácticosyGarra Fútbol
En 2010, luego de haber trabajado junto a Nestlé creando el juego de la marca Vascolet, Batovi Games Studio es contratada por la empresa lechera Calcar para crear un juego similar. En un principio, Batovi iba a desarrollar sólo un juego de plataformas, pero en un momento la empresa Calcar sugirió a Batovi que incluyeran "algo relacionado al fútbol", al ver que la selección uruguaya de fútbol estaba teniendo un buen desempeño en la Copa del Mundo de ese año. Lo relativo a videojuegos de fútbol no calzaba muy bien con la idea de crear un juego de plataformas, así que surgió la idea desde Batovi de hacer dos juegos diferentes: el que ya estaba planeado, al estilo plataformas con disparos, y un videojuego de fútbol con un estilo muy similar a varios títulos de la consola Super Nintendo. Ambos juegos fueron de descarga gratuita, y hasta el día de hoy se puede acceder a ellos desde el portal Planeta Calcar.

#### SagaVascolet
Batovi Games Studio desarrollaría entre 2010 y 2014 varios juegos para la marca Vascolet de la empresa Nestlé. El protagonista de estos juegos es Alejandro Vascolet, quien ya era un personaje conocido por aparecer en publicidades televisivas. El primer juego, "Vascolet: La Máquina del Tiempo", fue publicado en 2010, y podría clasificarse como un plataformas al estilo metroidvania. En 2011 se publica el segundo título, "Vascolet: La Fórmula Secreta", el cual se lo nota más pulido que al primero: aparecen nuevos personajes, como el villano Malmark, y a nivel técnico y jugable se diferencia bastante del primer juego por presentar bosses, zonas con ítems secretos, y un nivel horizontal al estilo Gradius. Para la tercera entrega, Nestlé le encargó a Batovi que desarrollaran un videojuego de carreras, "Vascolet: La Vuelta al Mundo". En 2014 se publicaría el cuarto y último juego, "Vascolet: Tierra de Gigantes", que sería nuevamente un juego de plataformas. Todos los juegos fueron desarrollados tanto para el sistema de las computadoras OLPC XO-1, así como para Windows. Nestlé los descatalogó y ya no se pueden descargar de manera oficial, sin embargo, son fácilmente encontrables en distintos blogs u otros sitios de internet.

### Kingdom Rush
Kingdom Rush es un videojuego de defensa de torres ambientado en un entorno de fantasía medieval. Los niveles se componen de una serie de caminos preestablecidos por los que marchan los enemigos, y el jugador debe derrotarlos antes de que lleguen al final del camino y agoten vidas para provocar el fin del juego. Para evitar que los enemigos lleguen al final, el jugador debe comprar torres defensivas en puntos establecidos alrededor del camino para atacar a los monstruos entrantes.
El jugador puede elegir entre cuatro tipos de torres para colocar: arqueros, magos, artillería y cuarteles. Cada tipo de torre tiene sus propias fortalezas distintas, como que la artillería es más efectiva contra monstruos agrupados, los arqueros son mejores para atacar amenazas voladoras y los cuarteles entrenan a soldados que atacan cuerpo a cuerpo y ralentizan a los enemigos. Matar monstruos le da al jugador oro, que puede usar para comprar más torres o mejorar las existentes. Cada tipo de torre se puede mejorar tres veces antes de que el jugador deba elegir entre dos actualizaciones finales con sus propias habilidades distintas. Por ejemplo, la mejora final para una torre de magos podría ser un «Mago Arcano» que dispara rayos y teletransporta a los monstruos por el camino, o un «Hechicero» que invoca un elemental de tierra defensivo y debilita la armadura enemiga.

## Consumo
El consumo de videojuegos en Uruguay está, como en casi todos los países, muy enfocado en las consolas de Sony, Nintendo o Microsoft, y en el mercado de videojuegos para PC (Steam, Epic Games Store, entre otros). En Uruguay, además, el consumo de videojuegos está muy asociado a la piratería, por tratarse de productos caros para la mayoría de la población de clase media. En Uruguay no hay, hasta el momento, legislación antipiratería.
También existe nostalgia de parte de muchos jóvenes uruguayos por los videojuegos desarrollados para la XO, debido a que muchos de ellos jugaron estos juegos mientras cursaban la escuela primaria pública, en donde se entregaban estas computadoras.

## Cultura
Se han realizado convenciones y eventos en relación con los videojuegos y la cultura gamer. El evento OneUp, donde se disputaban torneos y se vendía merchandising, se realizó en el edificio de la Intendencia de Montevideo en varias ocasiones. En 2016, asistió a este evento el youtuber argentino Juan Manuel Paradiso, conocido por su canal de Youtube JugandoConNatalia. El foro GameOver fue uno de los primeros foros de internet que buscaba nuclear uruguayos interesados por los videojuegos.